# 下湳
下湳，是臺灣雲林縣西螺鎮的一個傳統地域名稱，位於該鎮西部偏南。相較於今日行政區，其範圍大致包括下湳里、七座里西北部。

## 歷史
台灣清治末期至日治初期，下湳地區為一街庄，稱為「下湳庄」，隸屬於西螺堡。該庄北與社口庄為鄰，東與頂湳庄為鄰，南邊為吳厝庄，西邊為田尾庄、二崙仔庄。
1901年（日治明治三十四年）11月，全台廢縣廳改設二十廳，該庄隸屬於斗六廳。1903年（明治三十六年）6月，該庄編入「新社區」，隸屬於斗六廳。1909年（明治四十二年）10月，合併二十廳為十二廳，新社區改隸屬於嘉義廳。1920年（大正九年），全台地方制度大改正，廢十二廳改設五州二廳，該庄改制為「下湳」大字，隸屬於臺南州虎尾郡西螺街。
戰後西螺街改制為西螺鎮，隸屬於臺南縣，大字亦改制為里。1950年10月，雲、嘉、南分治，西螺鎮改隸屬雲林縣。

## 聚落
本地區發展較早的聚落為下湳，在日治期初期的官方地圖上已有記載。

## 交通
縣道145號是埤頭鄉至六腳鄉港尾寮的道路，大致以北北東—南南西走向轉東北微北—西南微南走向經過本地區東部北側邊界地帶、東南部及南邊中段邊界地帶。由該道路向北北東可前往西螺市區、埤頭並止於縣道150號路口；向西南微南可前往虎尾、土庫、元長東南部、北港、六腳港尾寮等地。
鄉道雲18線是湳底寮至下湳的道路，其東側端點（終點）位於本地區東部近邊界地帶的縣道145號路口。由此向西北西至下湳聚落北側的鄉道雲35線終點路口轉南南西再轉西北微西，出聚落後轉西北西出境，可經高鐵高架橋下前往二崙、惠來厝、八角亭並止於其西南部湳底寮聚落西側的鄉道雲15線轉角路口。
鄉道雲32線是湳仔至下湳的道路，其東側端點（終點）位於本地區南部近邊界地帶的縣道145號路口。由此向西北轉西北微北，至下湳聚落蜿蜒而行後轉西北西，至本地區西部邊界轉西南出聚落沿邊界而行，出境後可前往田尾並止於該地區湳仔聚落的縣道156號路口。
鄉道雲34線是頂莊至太和寮的道路，大致以西北西—東南東走向由本地區南端西側入境，至本地區南端東側的縣道145號路口，轉西南微南與其共線後沿邊界而行，以至於本地區極南點出境。由該道路向西北西轉南南西再轉西再轉西北可前往田尾地區的頂庄並止於鄉道雲33線路口；向西南微南至九塊厝聚落路口轉南獨行後可前往吳厝地區中部的太和寮聚落並止於縣道156號路口。
鄉道雲35線是永定厝至下湳的道路，其南側端點（終點）位於下湳聚落北側的鄉道雲18線路口。由此向北北西出境後可前往二崙東北角、社口西南部、永定厝並止於縣道154號路口。
鄉道雲38線是魚寮至頂湳的道路，其西側端點（起點）位於本地區東部邊界中央偏北處的縣道145號路口（頂湳地區魚寮西側略偏北）。由此向東北東出境並穿越魚寮聚落後後可前往頂湳並止於鄉道雲39線路口。
鄉道雲41線是文和至七座的道路，其北側端點（起點）位於本地區東部邊界中央偏北處的縣道145號路口（頂湳地區魚寮西側略偏南）。由此向南南東出境並穿越魚寮聚落後可前往頂南西南部、三塊厝西北端、三塊厝與吳厝交界地帶並止於縣道156號路口（七座聚落南郊）。